# Miss Intercontinental 2016
Miss Intercontinental 2016 foi a 44ª edição do tradicional concurso de beleza feminino de nível internacional denominado Miss Intercontinental. Desde 2012 o concurso tem sido realizado nas cidades pertencentes ao território da Alemanha, mas essa edição foi realizada em Colombo, capital do Sri Lanca. Participaram do certame cerca de sessenta e três candidatas, representando suas nações. A russa Valentina Rasulová, vencedora do ano passado coroou sua sucessora no final do evento. O certame se realizou no Stein Studios Colombo no dia 16 de Outubro e foi transmitido pelo You Tube.

## Resultados

### Colocações
| Posição                 | País e Candidata |
| Vencedora               | - Porto Rico - Heilymar Rosario |
| 2°. Lugar               | - Sri Lanca - Tracy Zilva |
| 3º. Lugar               | - Gana - Silvia Commodore |
| 4º. Lugar               | - Itália - Floriana Russo |
| 5º. Lugar               | - Venezuela - Amal Nemer |
| (TOP 15) Semifinalistas | - China - Xiaoyan Liu - Colômbia - Carolina Morales - Costa Rica - Amalia Matamoros - Escócia - Abigail Gliksten - Filipinas - Jennifer Hammond - Polônia - Paulina Rulka - República Checa - Natalie Muslikova - Seicheles - Isabel Lavigne - Tailândia - Atitaya Kunnalaphat - Ucrânia - Valeria Samehylieiwa |

### Prêmios Especiais
O concurso distribuiu os seguintes prêmios este ano:
| Prêmio              | País e Candidata                  |
| Miss Simpatia       | - Bangladesh - Fatimatu Zohra     |
| Miss Fotogenia      | - Porto Rico - Heilymar Rosario   |
| Miss Melhor Corpo   | - Costa Rica - Amalia Matamoros   |
| Miss Popularidade   | - Mianmar - Ni Ni Naing Win       |
| Miss Hospitalidade  | - Seicheles - Isabel Lavigne      |
| Miss Beautiful      | - Venezuela - Amal Nemer          |
| Melhor Traje Típico | - Tailândia - Atitaya Kunnalaphat |

### Rainhas Continentais
O concurso distribuiu os seguintes títulos continentais:
| Título                | País e Candidata                |
| Miss Ásia             | - Sri Lanca - Tracy Zilva       |
| Miss África           | - Gana - Silvia Commodore       |
| Miss América do Sul   | - Venezuela - Amal Nemer        |
| Miss América do Norte | - Porto Rico - Heilymar Rosario |
| Miss Europa           | - Itália - Floriana Russo       |

### Ordem dos Anúncios
| 1. Porto Rico 2. Costa Rica 3. Venezuela 4. Colômbia 5. Gana 6. Seicheles 7. Tailândia 8. Filipinas 9. Sri Lanca 10. China 11. Itália 12. República Checa 13. Escócia 14. Polônia 15. Ucrânia | 1. Porto Rico 2. Venezuela 3. Itália 4. Sri Lanca 5. Gana |  |  |

## Candidatas
Disputaram o título este ano:
| - África do Sul - Anronet Roelofsz - Alemanha - Katrin Eisenberg - Armênia - Lilit Martirosyan - Bangladesh - Fatimatu Zohra - Bélgica - Anais Wyns - Bielorrússia - Alina Zhenetl - Bolívia - María Suárez - Brasil - Sabrina Sancler - Camarões - Ndemazia Fualefock - Canadá - Madison Kvaltin - Cazaquistão - Alina Gabriel - China - Xiaoyan Liu - Colômbia - Carolina Morales - Coreia do Sul - Kim Jonju - Costa Rica - Amalia Matamoros - Dinamarca - Nadia Wabra - El Salvador - Icela Villegas - Escócia - Abigail Gliksten - Eslováquia - Julia Kokorudová - Espanha - Rosa Gasent - Estados Unidos - Paula Marie | - Estônia - Inesa Kupratsevich - Filipinas - Jennifer Hammond - França - Kendra Piccot - Gana - Silvia Commodore - Geórgia - Mariam Gogotze - Guadalupe - Anaïs Feltro - Guatemala - Debora Arciniega - Índia - Aarushi Sharma - Indonésia - Dani Wulandari - Inglaterra - Chloe Othan - Irã - Elaheh Safari - Itália - Floriana Russo - Líbano - Dayane Allam - Malta - Jade Ceni - Maurício - Julie Charles - México - Martha Suárez - Moldávia - Cristina Zavati - Mônaco - Sonia Douar - Mianmar - Ni Ni Naing Win - País de Gales - Kelly Rowland - Panamá - Gabriela Vásquez | - Peru - Karla Guerra - Polônia - Paulina Rulka - Portugal - Beatriz Dinis - Porto Rico - Heilymar Rosario - Quirguistão - Begimai Karybekova - República Checa - Natalie Muslikova - Romênia - Denisa Mladin - Rússia - Kseniya Kopylkova - São Tomé e Príncipe - Theodora Rowland - Seicheles - Isabel Lavigne - Sérvia - Gordana Duricić - Singapura - Lew Mun Kei - Sri Lanca - Tracy Zilva - Suécia - Anna Marie Vestlin - Suíça - Alma Jasić - Tailândia - Atitaya Kunnalaphat - Ucrânia - Valeria Samehylieiwa - Uruguai - Micaela Machin - Venezuela - Amal Nemer - Vietnã - Nhu Boo Thi - Zimbabue - Hildah Mabu |

## Histórico

### Estatísticas
Candidatas por continente:
- Europa: 26. (Cerca de 40% do total de candidatas)
- Américas: 15. (Cerca de 25% do total de candidatas)
- Ásia: 15. (Cerca de 25% do total de candidatas)
- África: 7. (Cerca de 10% do total de candidatas)
- Oceania: 0.

| - Austrália - Áustria - Azerbaijão - Bonaire - Bulgária - Curaçao - Grécia - Holanda - Kosovo - Quênia - Mongólia - São Marinho - Turquia - Zâmbia | - Argentina - Emiliana Muñoz - Haiti - Regine Metayer - Hungria - Adrienn Gerö - Namíbia - Rakel Ndinelao - Nigéria - Emmanuel Ndem - Nova Zelândia - Abby Sturgin - República Dominicana - Gefranny Lara | - Mônaco |

## Candidatas em outros concursos
Candidatas que já possuem um histórico em concursos:
| Miss Beleza Internacional - 2011: Costa Rica - Amalia Matamoros - (Representando a Costa Rica em Chengdu, na China) Miss Terra - 2013: Inglaterra - Chloe Mary Othen - (Representando a Inglaterra em Manila, nas Filipinas) - 2015: Armênia - Lilit Martirosyan - (Representando a Armênia em Viena, na Áustria) Miss Grand International - 2014: Suíça - Alma Jasić - (Representando a Bósnia em Bancoque, na Tailândia) Miss Supranational - 2011: Zimbabue - Hildah Mabu - (Representando o Zimbabue em Varsóvia, na Polônia) Miss Intercontinental - 2013: Malta - Jade Cini - (Representando Malta em Magdeburgo, na Alemanha) Miss Globo - 2014: Armênia - Lilit Martirosyan - (Representando a Armênia em Shkodër, na Albânia) Miss Globo Internacional - 2014: Bangladesh - Fatimatu Zohra - (Representando a Argélia em Bacu, no Azerbaijão) | Miss Rainha do Turismo Internacional - 2015: República Checa - Natálie Myslíková - (Representando a República Checa em Wenzhou, no China) - 2016: Eslováquia - Júlia Kokoruďová - (Representando a Eslováquia em Wenzhou, no China) Miss Turismo Internacional - 2015: República Checa - Natálie Myslíková - (Representando a República Checa em Kuala Lumpur, na Malásia) Rainha Internacional do Café - 2011: Costa Rica - Amalia Matamoros - (Representando a Costa Rica em Manizales, na Colômbia) Top Model of the World - 2014: África do Sul - Anrónet Ann Roelofsz - (Representando a África do Sul em El Gouna, no Egito) - 2014: Cazaquistão - Alina Gabriel - (Representando o Mar Báltico em El Gouna, no Egito) - 2015: Armênia - Lilit Martirosyan - (Representando a Armênia em El Gouna, no Egito) - 2015: Malta - Jade Cini - (Representando Malta em El Gouna, no Egito) - 2016: Quirguistão - Begimai Karybekova - (Representando o Quirguistão em Bremen, na Alemanha) |